# Гедзун Наталія Григорівна
Наталія Григорівна Гедзун (нар. 1941, село Шабастівка, тепер Монастирищенського району Черкаської області — ?) — українська радянська діячка, новатор сільськогосподарського виробництва, ланкова колгоспу імені ХХ з'їзду КПРС Монастирищенського району Черкаської області. Депутат Верховної Ради УРСР 6—7-го скликань.

## Біографія
Народилася в селянській родині. Батько загинув на фронтах Другої світової війни. Закінчила сім класів сільської школи.
З 1957 року — колгоспниця ланки колгоспу імені ХХ з'їзду КПРС села Шабастівка Монастирищенського району Черкаської області.
З 1960 року — ланкова колгоспу імені ХХ з'їзду КПРС Монастирищенського району Черкаської області. Збирала високі врожаї кукурудзи: у 1962 році на круг зібрала по 102,4 цнт. зерна кукурудзи з гектара.
Закінчила вечірню середню школу.

## Нагороди
- ордени
- медалі